# Stylophora danae
Stylophora danae е вид корал от семейство Pocilloporidae. Възникнал е преди около 23,03 млн. години по времето на периода палеоген. Видът не е застрашен от изчезване.

## Разпространение и местообитание
Разпространен е в Джибути, Египет, Еритрея, Йемен, Израел, Йордания, Оман, Саудитска Арабия, Сомалия и Судан.
Обитава крайбрежията и скалистите дъна на океани, морета, заливи и рифове в райони с тропически климат.

## Описание
Популацията на вида е стабилна.